# 垫状岩须
垫状岩须（学名：Cassiope pulvinalis）为杜鹃花科岩须属下的一个种。

## 扩展阅读
- 維基物種上的相關：垫状岩须